# Dusicyon cultridens
Dusicyon cultridens — вимерлий вид псових з роду Dusicyon. Однак класифікація цього виду мало досліджена та дискусійна. Деякі вчені відносять цей вид до родів Canis та Lycalopex.

## Поширення
Dusicyon cultridens відомий лише за викопними залишками в Аргентині. Він жив у пізньому пліоцені (укіанський період за класифікацією SALMA), приблизно від 2,8 до 2,6 мільйона років тому. Він існував приблизно в той самий час, що й гризун Akodon lorenzinii. Скам'янілості були знайдені на скелях поблизу Атлантичного океану, на території, яка зараз є узбережжям провінції Буенос-Айрес. Dusicyon cultridens мешкав у південноамериканських помірних луках (пампах).